# Redwater, Alberta
Redwater är en ort i Kanada.   Den ligger i provinsen Alberta, i den centrala delen av landet, 2 800 km väster om huvudstaden Ottawa. Redwater ligger 629 meter över havet och antalet invånare är 1 915.
Terrängen runt Redwater är platt. Runt Redwater är det glesbefolkat, med 18 invånare per kvadratkilometer.. Närmaste byar är Thorhild (28 km) och Gibbons (26 km). 
Trakten runt Redwater består till största delen av jordbruksmark.